# Bandera (Texas)
Bandera é uma cidade localizada no estado norte-americano do Texas, no Condado de Bandera.

## Demografia
Segundo o censo norte-americano de 2000, a sua população era de 957 habitantes.
Em 2006, foi estimada uma população de 1222, um aumento de 14 (0.9%).

## Geografia
De acordo com o United States Census Bureau tem uma área de
3,0 km², dos quais 3,0 km² cobertos por terra e 0,0 km² cobertos por água.

## Localidades na vizinhança
O diagrama seguinte representa as localidades num raio de 36 km ao redor de Bandera.